# برينا داميكو
برينا داميكو (بالإنجليزية: Brenna D'Amico)‏، من مواليد 28 سبتمبر 2000 في شيكاغو، إلينوي، هي ممثلة أمريكية. اشتهرت بدورها في فيلم ديساندنتس.
شاركت في برنامج مسرحي للشباب شيكاغو منذ سن الثامنة، وفي سن 13 عامًا ذهبت إلى لوس أنجلوس وحجزت دورها التمثيلي الأول عن فيلم ديساندنتس. انتقلت للعيش إلى لوس أنجلوس في سن 16، بعد إصدار الفيلم.

## روابط خارجية
- برينا داميكو على موقع IMDb (الإنجليزية)
- برينا داميكو على موقع روتن توميتوز (الإنجليزية)
- برينا داميكو على موقع قاعدة بيانات الأفلام العربية
- برينا داميكو على موقع ألو سيني (الفرنسية)
- برينا داميكو على موقع أول ميوزيك (الإنجليزية)
- برينا داميكو على موقع ديسكوغز (الإنجليزية)
- برينا داميكو على موقع قاعدة بيانات الفيلم (الإنجليزية)